# Dotation
Dotation (medeltidslatin dotatio, av latin dos, hemgift), är ett för den svenska rätten främmande juridiskt begrepp, vilket i den romerska rätten betydde tilldelande av hemgift åt en kvinna, som skulle träda i gifte. 
I ett slags analogi därmed erhöll i den kanoniska rätten den förmögenhet, som vid upprättandet av fromma stiftelser (kyrkor, skolor, hospital, själamässor och dylikt) anslogs till underhåll, benämningen "dos", och den akt, som gav upphov åt en sådan, kallades "dotatio", vilken benämning även brukades om själva förmögenheten. Dotation till en kyrka medförde, när den var förenad med vissa andra kyrkan givna förmåner (area, exstructio), patronatsrätt över densamma. 
Från den kanoniska rätten blev begreppet dotatio, med utvidgad betydelse, överflyttat till den världsliga rätten. Sålunda förstår man därmed, åtminstone efter fransk rätt, den handling, varigenom, vid stiftandet av en offentlig inrättning (av vad slag som helst), en förmögenhet överlämnas till densamma, varigenom den blir i stånd att uppfylla sitt ändamål (även enligt denna rätt användes dotation tillika om själva förmögenheten).
Men begreppet utvidgades alltmer till analoga fall. Så betecknades med dotationer de anslag, som under första franska kejsardömet anvisades såsom belöning åt dem, vilka utmärkt sig i dess tjänst, och som bestod i majorat, bildade av konfiskerad erövrad egendom och ärftliga efter primogenitur. Med kejsardömets fall upphörde dessa och blev till en del ersatta genom pensioner åt innehavarna. Särskilt med hänsyn till anslagets benefika natur gavs benämningen dotation även åt anslagen till den kejserliga familjens medlemmar. I överensstämmelse med nu anförda uppfattning av begreppet dotation var "la dotation de la couronne" (kronodotation) i Frankrike benämningen på den fasta och lösa egendom, som var ställd till suveränens disposition, om vilken egendoms rättsliga natur kan anmärkas, att den är "impréscriptible" och "inaliénable". 
Dotationer benämndes även de, vare sig av fasta egendomar eller av pengar bestående, anslag, som gavs till Tyska kejsardömets statsmän och krigare. I Preussens utgiftsstat förekom vissa ständiga utgifter benämnda dotationer, bland annat tillskott till civillistan, anslag till statsskuldens förräntande och amortering. 
I allmänhet torde sålunda med dotation förstås ett till personer eller stiftelser givet anslag av benefik natur.